# Nealcidion badium
Nealcidion badium är en skalbaggsart som beskrevs av Monné och Delfino 1986. Nealcidion badium ingår i släktet Nealcidion och familjen långhorningar. Inga underarter finns listade i Catalogue of Life.